# Deloneura marginata
Deloneura marginata is een vlinder uit de familie van de Lycaenidae. De wetenschappelijke naam van de soort is voor het eerst geldig gepubliceerd in 1880 door Plötz.